# Fabriczy Lajos
Fabriczy Lajos, Fabrici (? – Pest, 1810. augusztus 2.) bölcsészdoktor, katolikus pap.

## Élete
Az 1800–1801-es tanév második felében mezőgazdaságot tanított a pozsonyi akadémián. Innét 400 forint fizetéssel a pesti egyetemhez a mezőgazdaság tanársegédjének nevezték ki, mely hivatalát 1806. március 14-én foglalta el; 1809-ben pedig mint (rendkívüli) másodtanár működött.

## Munkái
Kéziratos munkája: Problemata nonnullo in globo terraque resolvenda, 1772. 
Egy Oryktognosiát (ásványtan) is hagyott hátra, mely egész Magyarországra kiterjed.